# Referendum abrogativi in Italia del 1990
I referendum abrogativi in Italia del 1990 si tennero il 3 giugno ed ebbero ad oggetto tre distinti quesiti, in tema di:
- disciplina sulla caccia;
- accesso dei cacciatori a fondi privati;
- uso dei pesticidi, con specifico riferimento alla disposizione che attribuiva al ministro della Sanità il potere di stabilire il limite di tolleranza nell'uso dei pesticidi secondo criteri di discrezionalità pura, in luogo di criteri medico-scientifici.

Furono promossi da Partito Radicale, Federazione delle Liste Verdi, Verdi Arcobaleno, Partito Comunista Italiano, Democrazia Proletaria, Lega Italiana Protezione Uccelli, Legambiente, WWF e altre associazioni ecologiste; i due quesiti sulla caccia ottennero altresì il sostegno del Partito Socialista Italiano, e anche di esponenti del mondo della cultura e dello spettacolo.
I referendum, per la prima volta in Italia, non raggiunsero il quorum così che la consultazione fu dichiarata non valida (art. 75 della Costituzione).

## Quesiti

### Disciplina della caccia
Disciplina della caccia. Promosso da Radicali, Verdi e altre forze politiche e ambientalisti.
Quesito: «Volete Voi abrogare la legge 27 dicembre 1977, n. 968 "Principi generali e disposizioni per la protezione e la tutela della fauna e la disciplina della caccia" limitatamente a: art. 2, limitatamente alle parole "ai sensi del successivo art. 12"; art. 3, secondo comma, "È altresì vietata la cattura di uccelli con mezzi e per fini diversi da quelli previsti dai successivi articoli della presente legge"; articoli 4, 5, 6, 7, 8, 9 e 10; art. 11, secondo comma, "È fatta eccezione per le seguenti specie, oggetto di caccia, e per i periodi sottospecificati: 1) specie cacciabili dal 18 agosto fino al 31 dicembre: quaglia (Coturnix coturnix); tortora (Streptopelia turtur); calandro (Anthus campestris); prispolone (Anthus trivialis); merlo (Turdus merula); 2) specie cacciabili dal 18 agosto fino alla fine di febbraio: germano reale (Anas platyrhynchos); folaga (Fulica atra); gallinella d'acqua (Gallinula chloropus); 3) specie cacciabili dal 18 agosto fino al 31 marzo: passero (Passer Italiae); passera mattugia (Passer montanus); passera oltremontana (Passer domesticus); storno (Sturnus vulgaris); porciglione (Rallus aquaticus); alzavola (Anas crecca); canapiglia (Anas strepera); fischione (Anas penelope); codone (Anas acuta); marzaiola (Anas querquetula); mestolone (Anas clypeata); moriglione (Aythya ferina); moretta (Aythya fuligula); beccaccino (Capella gallinago); colombaccio (Columba palumbus); frullino (Lymocryptes minimus); chiurlo (Numenios arquata); pittima minore (Limosa lapponica); pettegola (Tringa totanus); donnola (Mustela nivalis); volpe (Vulpes vulpes); piviere (Charadrius apricarius); combattente (Philomahus pugnax); 4) specie cacciabili dalla terza domenica di settembre al 31 dicembre: mammiferi: coniglio selvatico (Oryctolagus cuniculus); lepre comune (Lepus europaeus); lepre sarda (Lepus capensis); lepre bianca (Lepus timidus); camoscio (Rupicapra rupicapra rupicapra); capriolo (Capreolus capreolus); cervo (Cervus elaphus hippelaphus); daino (Dama dama); muflone (Ovis musimon), con esclusione della popolazione sarda; uccelli: pernice bianca (Lagopus mutus); fagiano di monte (Lyrurus tetrix); gallo cedrone (Tetrao urogallus); coturnice (Alectoris graeca); pernice sarda (Alectoris barbara); pernice rossa (Alectoris rufa); starna (Perdix perdix); fagiano (Phasianus colchicus); fringuello (Fringilla coelebs); pispola (Anthus pratensis); peppola (Fringilla montifringilla); frosone (Coccothraustes coccothraustes); strillozzo (Emberiza calandra); colino della virginia; verdone (Chloris chloris); fanello (Carduelis cannabina); spioncello (Anthus spinoletta); 5) specie cacciabile dalla terza domenica di settembre alla fine di febbraio: beccaccia (Scolopax rusticola); 6) specie cacciabili dalla terza domenica di settembre fino al 31 marzo: cappellaccia (Galerida cristata); tottavilla (Lullula arborea); allodola (Alauda arvensis); cesena (Turdus Pilaris); tordo bottaccio (Turdus philomelos); tordo sassello (Turdus iliacus); taccola (Coloeus monedula); corvo (Corvus frugilegus); cornacchia nera (Corvus corone); pavoncella (Vanellus vanellus); 7) specie cacciabile dal 1º novembre al 31 gennaio: cinghiale.", e terzo comma: "Possono essere disposte variazioni dell'elenco delle specie cacciabili, con decreto del Presidente del Consiglio dei Ministri, sentito l'Istituto nazionale di biologia della selvaggina ed il Comitato di cui all'articolo 4"; articoli 12, 13, 14, 15, 16 e 17; art. 18, secondo comma "Le regioni, sentito l'Istituto nazionale di biologia della selvaggina, possono gestire in proprio o autorizzare, con precisa regolamentazione, impianti adibiti alla cattura ed alla cessione per la detenzione, anche oltre i periodi di cui all'articolo 11, di specie di uccelli migratori da determinare fra quelle indicate all'articolo 11 e da utilizzare come richiami vivi nell'esercizio venatorio degli appostamenti, nonché per fini amatoriali nelle tradizionali fiere e mercati. Tali specie potranno essere catturate in un numero di esemplari limitato e preventivamente stabilito per ciascuna di esse.", e quarto comma: "Le regioni possono, infine, sentito l'Istituto nazionale di biologia per la selvaggina, autorizzare persone nominativamente determinate a catturare, in periodi prefissati e a cedere falchi e civette in numero precedentemente stabilito, per il loro uso nell'esercizio venatorio."; articoli 20, 21, 22, 23, 24 e 25; art. 26, primo comma limitatamente alle parole "e dalle attività venatorie", nonché alle parole "al quale deve affluire anche una percentuale dei proventi di cui all'articolo 24 della presente legge.", e secondo comma limitatamente alle parole "e delle associazioni venatorie nazionali riconosciute più rappresentative."; articoli 27 e 28; art. 29, secondo comma "Le associazioni istituite per atto pubblico possono chiedere di essere riconosciute agli effetti della presente legge, purché posseggano i seguenti requisiti: a) abbiano finalità ricreative, formative e tecnico-venatorie; b) abbiano ordinamento democratico e posseggano una stabile organizzazione a carattere nazionale con adeguati organi periferici; c) dimostrino di avere un numero di iscritti non inferiore a un quindicesimo del totale dei cacciatori calcolato dall'Istituto centrale di statistica, riferito al 31 dicembre dell'anno precedente alla presentazione della domanda di riconoscimento.", terzo comma: "Le associazioni di cui al secondo comma sono riconosciute con decreto del Ministro per l'agricoltura e le foreste di concerto con il Ministro per l'interno, sentito il Comitato di cui all'articolo 4.", quarto comma: "Si considerano riconosciute, agli effetti della presente legge, la Federazione italiana della caccia e le associazioni venatorie nazionali già riconosciute ed operanti ai sensi dell'articolo 35 della legge 2 agosto 1967, n. 799.", quinto comma: "Le associazioni venatorie nazionali riconosciute sono sottoposte alla vigilanza del Ministero dell'agricoltura e delle foreste.", sesto comma: "Qualora vengano meno, in tutto o in parte, i requisiti previsti per il riconoscimento, il Ministro per l'agricoltura e le foreste, sentito il Comitato di cui all'articolo 4, dispone con decreto la revoca del riconoscimento stesso.", e settimo comma: "È vietata l'iscrizione a più di una associazione venatoria."; articoli 30, 31, 32, 33, 34, 36 e 37?».

### Accesso dei cacciatori a fondi privati
Abolizione della possibilità per il cacciatore di entrare liberamente nel fondo altrui (primo tentativo). Promosso da Radicali, Verdi e altre forze politiche e ambientaliste. Lo stesso quesito venne riproposto nel referendum del 1997, ma anche in quel caso il quorum non fu raggiunto, con un'affluenza del 30,30%.
Quesito: «Volete Voi abrogare l'art. 842 del codice civile, approvato con r.d. del 16 marzo 1942 n. 262, primo comma "Il proprietario di un fondo non può impedire che vi si entri per l'esercizio della caccia, a meno che il fondo sia chiuso nei modi stabiliti dalla legge sulla caccia o vi siano colture in atto suscettibili di danno" e secondo comma "Egli può sempre opporsi a chi non è munito della licenza rilasciata dall'autorità"?».

### Uso dei pesticidi
Abrogazione dell'uso dei fitofarmaci in agricoltura. Promosso da Radicali, Verdi e altre forze politiche e ambientaliste.
Quesito: «Volete voi l'abrogazione dell'art.  5 della legge 30 aprile 1962, n. 283 "Modifica degli articoli 242, 243, 247, 250 e 262 del testo unico delle leggi sanitarie approvato con regio decreto 27 luglio 1934, n. 1265: Disciplina igienica della produzione e  della vendita delle sostanze alimentari e delle bevande", limitatamente al secondo paragrafo del comma h) che reca il seguente testo: "Il ministro della sanità, con propria ordinanza, stabilisce per ciascun prodotto autorizzato all'impiego per tali scopi i limiti di tolleranza e l'intervallo minimo che deve intercorrere tra l'ultimo trattamento e la raccolta e, per le sostanze alimentari immagazzinate, tra l'ultimo trattamento e l'immissione al consumo"?».

## Risultati

### Primo quesito
Disciplina della caccia.
| Sì                          | 17 790 070 | 92,20 |  |  |  |  |  |  |
| No                          | 1 505 161  | 7,80  |  |  |  |  |  |  |
| Totale                      | 19 295 231 | 100   |  |  |  |  |  |  |
|                             |            |       |  |  |  |  |  |  |
| Schede bianche              | 647 630    | 3,16  |  |  |  |  |  |  |
| Schede nulle                | 539 498    | 2,63  |  |  |  |  |  |  |
| Votanti                     | 20 482 359 | 43,36 |  |  |  |  |  |  |
| Elettori                    | 47 235 285 |       |  |  |  |  |  |  |
|                             |            |       |  |  |  |  |  |  |
| Esito: Quorum non raggiunto |            |       |  |  |  |  |  |  |

### Secondo quesito
Accesso dei cacciatori a fondi privati.
| Sì                          | 17 899 910 | 92,28 |  |  |  |  |  |  |
| No                          | 1 497 976  | 7,72  |  |  |  |  |  |  |
| Totale                      | 19 397 886 | 100   |  |  |  |  |  |  |
|                             |            |       |  |  |  |  |  |  |
| Schede bianche              | 574 812    | 2,84  |  |  |  |  |  |  |
| Schede nulle                | 301 403    | 1,49  |  |  |  |  |  |  |
| Votanti                     | 20 274 101 | 42,92 |  |  |  |  |  |  |
| Elettori                    | 47 235 285 |       |  |  |  |  |  |  |
|                             |            |       |  |  |  |  |  |  |
| Esito: Quorum non raggiunto |            |       |  |  |  |  |  |  |

### Terzo quesito
Uso dei pesticidi.
| Sì                          | 18 287 687 | 93,51 |  |  |  |  |  |  |
| No                          | 1 270 111  | 6,49  |  |  |  |  |  |  |
| Totale                      | 19 557 798 | 100   |  |  |  |  |  |  |
|                             |            |       |  |  |  |  |  |  |
| Schede bianche              | 499 572    | 2,45  |  |  |  |  |  |  |
| Schede nulle                | 307 000    | 1,51  |  |  |  |  |  |  |
| Votanti                     | 20 364 370 | 43,11 |  |  |  |  |  |  |
| Elettori                    | 47 235 285 |       |  |  |  |  |  |  |
|                             |            |       |  |  |  |  |  |  |
| Esito: Quorum non raggiunto |            |       |  |  |  |  |  |  |